# 문효치
문효치(1943년 7월 15일 ~ )는 대한민국 시인이다. 전라북도 군산에서 태어나, 동국대학교 국문학과, 고려대학교 교육대학원을 졸업. 1966년에 [한국일보], [서울신문] 신춘문예 당선으로 문단에 나왔다. 저서로는 《연기 속에 서서》, 《무령왕의 나무새》, 《남내리엽서》, 《왕인의 수염》등 10권의 시집과 《백제시집》, 《사랑이여 어디든 가서》 등 4권의 시선집을 내는 등 지금까지 꾸준한 작품집필로 한국대표 작가로 활발히 활동하고 있으며 현재 <미네르바> 주간으로 있다.

## 약력
- 동국대, 동덕여대, 대전대, 추계예대 등에서 시창작 강의
- 주성대 겸임교수
- 국제PEN한국본부 이사장 역임
- <미네르바> 주간

## 주요 작품
- 1983년  《무령왕의 나무새》(한국문학도서관)
- 1997년  《선유도를 바라보며》(문학아카데미출판사)
- 1999년  《시가 있는 길》(문학아카데미출판사)
- 2001년  《남내리 엽서》(문학아카데미출판사)
- 2002년  《문효치 시인의 기행시첩》(문학아카데미출판사)
- 2004년  《꿈을 좇는 로맨티시스트》(푸른사상사)
- 2004년  《백제시집》(문학아카데미출판사)
- 2004년  《동백꽃 속으로 보이네》(한국문학도서관)
- 2008년  《계백의 칼》(연인M&B출판사)
- 2008년  《연기 속에 서서》(한국문학도서관)
- 2010년  《왕인의 수염》(연인M&B출판사)
- 2011년  《사랑이여 어디든 가서》(시월출판사)
- 2011년  《칠지도》(지혜출판사)
- 2012년  《문효치의 시읽기》(지혜출판사)
- 2002년  《문효치 시선집 1》(지혜출판사)
- 2012년  《문효치 시선집 2》(지혜출판사)
- 2012년  《문효치 시집세트》(지혜출판사)
- 2013년  《별박이자 나방》(서정시학출판사)

## 수상 경력
- 옥관문화훈장(2009년)
- 제2회 군산문학상(2007년)
- 제6회 천상병 시문학상(2008년)
- 제23호 정지용문학상(2011)
- PEN 문학상(2012년)
- 인산문학상(2013년)
- 김삿갓 문학상(2014)
- 제1회 익재문학상(2014)

## 주요 언론 기사
- http://news.donga.com/3/all/20150204/69463381/1 뉴스 > 사람속으로 > 인사일반 > 한국문인협회 이사장 문효치 시인
- https://web.archive.org/web/20150207063155/http://hkmd.kr/bbs/board.php?bo_table=B04&wr_id=12 한국문인협회 제26대 이사장 문효치 시인 선출
- http://news.mk.co.kr/newsRead.php?year=2015&no=108024 문인협회 이사장 문효치 시인 당선
- http://www.readersnews.com/news/articleView.html?idxno=45936  제4회 김구용문학제, 200여 문인 참석 ‘성료’김구용시문학상·리토피아문학상 시상식도
- http://www.yonhapnews.co.kr/bulletin/2011/04/27/0200000000AKR20110427198900005.HTML?did=1179m 정지용문학상에 문효치 시인
- http://www.expressnews.co.kr/news/articleView.html?idxno=47583  공주박물관, 문효치시인초청 특별강연회 개최
- http://www.jbnews.com/news/articleView.html?idxno=412668  무령왕릉 발굴 40주년 기념 특별전
- http://www.seoul.co.kr/news/newsView.php?id=20111112026003  [그림과 詩가 있는 아침] 보이는/문효치
- http://www.newsis.com/ar_detail/view.html?ar_id=NISX20120103_0010121252&cID=10702&pID=10700 보관됨 2014-07-14 - 웨이백 머신  문효치 '시로 만나는 무령왕'
- http://news.mk.co.kr/newsRead.php?year=2010&no=302722   문효치·이승하·서효인…3詩 3色
- http://www.hani.co.kr/arti/culture/culture_general/303583.html 천상병문학상에 문효치 시인
- https://news.v.daum.net/v/20050226123357389  국제 펜클럽 한국본부 이사장에 시인 문효치씨
- http://www.korea.kr/policy/pressReleaseView.do?newsId=155972456&call_from=extlink  청소년에게 꿈과 위로를, ‘2014 청소년 시 낭송 나눔’ 행사 개최